# Горње Храсно
Горње Храсно је насељено мјесто у Босни и Херцеговини, у општини Неум, које административно припада Федерацији Босне и Херцеговине. Према попису становништва из 1991. у насељу је живјело 186 становника, већином српског. Данас у Храсну има српске земље, али нема српског становништва. Окупљају се углавном 3. недјеље поста, као и на Ивањдан, на рушевинама храма, гдје се служи се света литургија.

## Географија
Горње Храсно од седамдесетих година 20. вијека припада општини Неум, а налази се недалеко од пута који води од Стоца до овог мјеста на мору. До оснивања Неумске општине припадало је Чапљини, од које је удаљено 16 км.

## Историја
Горње Храсно је старо српско село. У њему су, у више заселака, живјеле познате старосједилачке породице, помињане и у средњовјековним изворима: Буквићи, Ћук, Ђого, Комад, Медан, Вукосав и Жарковић.

### 1941.
Усташе - комшије су 27. јуна 1941., на превару, позивом, скупили све Србе, мушкарце преко 14 година из Горњег Храсна и затворили их основну школу, у центру села. Изговор за затварање био је сутрашњи Видовдан и тобожњи страх од српског устанка. Под изговором да их воде у привремено у Столац, усташе комшије су мирно повезали Србе у конопце, по двојицу, за лијеве и десне руке. Ноћу су их повели према Стоцу, али козјом стазом која води према јами Гавраници, у брду Козарица. Зауставили су их измучене, многе и босе, испред јаме и послије команде: "За дом спремни!", запуцали на несрећнике. Многи су пали на земљу мртви рањени. Али, случај је хтео да усташе, нехотице, убију и једног од својих.. Ухватила их је због тога пометња па су прекинули паљбу. Захваљујући томе 39 Срба се успјело ослободити конопаца и побјећи у брдо. Међу њима је било и рањених. У зору су усташе дотукле преостале рањене Србе. Тијела њих 66 су гурнули у јаму и затрпали их грањем и камењем. У марту 1943. усташе су убиле још 5 жена и дјеце из породице Ђого. Родбина жртава је 1970. из Гавранице извадила кости мученика и сахранила их у спомен костурницу. Локалне хрватске власти, тада комунистичке, им нису дозвољавале да на споменику напишу истину.

### Пријатељи Срба
За време усташких убијања у селу Горње Храсно, столачки срез, Хрват Мишко Папац из Поткуле је рекао Србима Храсна да ће бити убијени и бачени у јаму, али му многи нису веровали. Чак су неки Жарковићи који су били побегли, касније сами дошли на гаранцију својих комшија усташа да им се неће ништа лоше догодити. У то није поверовао Живко Жарковић који је остао жив и био касније партизан и носилац „Споменице 1941“. А Хрвата Мишка Папца пријатеља Срба усташе су сутрадан разоружали, малтертирали па је касније умро. 1943. године Никола Папац је рекао Радовану Буквићу да бежи јер ће бити убијен. На Храсну је у Елезивића Махали био нападнут Хрват Иво Вујиновић, који је био учесник октобарске револуције у Русији 1917. године. Хрват Мијат Џомо из Хутова, када је видео усташког жандарма да води на стрељање Милана Ђогу, тражио је од жандарма да га он убије, а када му га је предао, Мијат га је пустио да бежи, казавши му пут којим треба да бежи да га поново не ухвате усташе.

### 1992.
У прољеће 1992. регуларне јединице војске РХ су окупирале овај крај. Тада су спалили сеоску цркву. Уништена је и спомен костурница жртава у центру села и све куће. Мошти мученика су оскрнављене и њихова судбина је још непозната. Послије рата Срби се нису вратили у село, а све њихово је још у рушевинама.

## Становништво
| Демографија | Демографија | Демографија |
| Година      | Становника  | Становника  |
| ----------- | ----------- | ----------- |
| 1961.       | 450         |             |
| 1971.       | 382         |             |
| 1981.       | 290         |             |
| 1991.       | 186         |             |
| 2013.       | 53          |             |